# Mufàrrij ibn Dàghfal
Al-Mufàrrij ibn Dàghfal (àrab: المفرج بن دغفل, al-Mufarrij b. Daḡfal) (mort en 1013) fou emir dels jarràhides de Palestina.
Era fill de Dàghfal ibn al-Jarrah i va assolir el govern tribal a l'entorn del 975. Quan el califa al-Aziz (975–996) va fer una expedició contra el turc Alptegin que s'havia apoderat de Damasc i estava aliat als càrmates, es va lliurar una batalla prop de Ramla (estiu del 977); Alptegin derrotat va fugir i estava a punt de morir de set quan Mufàrrij el va trobar i el va fer presoner; fou tancat a Lubna esperant poder entregar-lo al califa que havia promès una recompensa, i finalment el va entregar.
Dos anys després dominava Ramla i tenia el suport d'un cap militar fatimita egipci de nom al-Fadl, que el visir fatimita Ibn Kil·lis havia enviat a Síria contra Kasam que s'havia apoderat de Damasc. L'hamdànida Abu-Tàghlib es va presentar a Palestina i es va apoderar de la regió, però fou derrotat i fet presoner per al-Mufàrrij, però quan el califa en va demanar l'entrega el va matar per evitar que no fos utilitzat en contra seva. Aviat al-Fadl es va girar contra al-Mufàrrij però aquest va aconseguir que el mateix califa ordenés al general d'aturar els combats; això va deixar al-Mufàrrij com a senyor de tota Palestina que va assolar l'any 980.
El califa no podia permetre els saquejos als seus territoris i va enviar tropes contra al-Mufàrrij el 981; llavors va fugir i es va dedicar a assaltar caravanes (982); va derrotar a un exèrcit fatimita a Ayla (Eilat) i va retornar cap a Síria però fou derrotat i es va refugiar a Homs on governava Bakdjur, per compte de l'hamdànida d'Alep Abu-l-Maali Xarif Sad-ad-Dawla (967-991); el 983 es va traslladar a Antioquia de l'Orontes on va demanar protecció al governador romà d'Orient de la ciutat. Va participar en l'expedició de Bardes Focas a Alep, en ajut de la ciutat atacada per Bakdjur que s'havia revoltat, i va advertir a aquest darrer de l'arribada de les tropes gregues, donant temps al rebel de retirar-se.
Quan Bakdjur va rebre del califa fatimita el govern de Damasc (desembre del 983), al-Mufàrrij el va anar a trobar (984). Bakdjur es va enfrontar al visir fatimita Ibn Killis i finalment es va enviar un exèrcit contra ell, i va haver d'abandonar Damasc i dirigir-se a Rakka (octubre del 988) i al-Mufàrrij el va seguir.
Tots i les recomanacions en contra del visir Ibn Kil·lis abans de morir el 991, el califa va enviar vestiments d'honor a al-Mufàrrij el 992, i el va convidar a participar en una expedició contra Alep que dirigiria el general turc Mangutegin. Els actes d'al-Mufàrrij en els següents quatre anys són desconeguts.
El 996 estava amb Mangutegin, governador de Damasc i li donava suport contra el visir Ibn Ammar (successor d'Ibn Kil·lis) i els Kutama; va participar en els combats lliurats a Ascaló contra Sulayman ibn Jàfar ibn Falah, on finalment va abandonar a Mangutegin i es va passar al bàndol de Sulayman; el seu fill Ali, va empaitar a Mangutegin que havia fugit. El 997 va atacar Ramla i va assolar la regió; el governador de Damasc, Jayx ibn Samsana, que havia sufocat una revolta a Tir dirigida per Allaka, va atacar al-Mufàrrij que va fugir a les muntanyes de Banu Tayy, i va demanar el perdó que va obtenir. El 1005/1006 va enviar els seus tres fills Alí, Hàssan i Mahmud, en suport del califa al-Hàkim (996–1021) contra el rebel Abu Rikwa. A l'any següent apareix atacant als peregrins, als que va cobrar taxes o va fer retornar.
El 1011/1012 el visir fatimita Abu-l-Qàssim al-Hussayn ibn Alí al-Maghribí es va refugiar al campament d'Hàssan ibn al-Mufàrrij a Palestina, i va rebre l'hospitalitat del jarràhida. El califa havia nomenat governador de Damasc a Yarukh, al qual els jarràhides no acceptaven. Llavors van ocupar Ramla i van parar una emboscada al governador al que van fer presoner a la ruta fins a Gaza. Hasan el va fer decapitar per evitar que el seu pare l'alliberés a sol·licitud del califa. El 1012 al-Mufàrrij va entrar en oberta rebel·lió i va proclamar a Ramla un anticalifa, el xerif alida de la Meca. Però el califa amb suborns va aconseguir que els jarràhides abandonessin a aquest anticalifa (que va retornar a la Meca) i a Abu l-Kasim al-Husayn ibn Ali al-Maghribi que va fugir a Iraq.
Durant dos anys i mig els jarràhides van conservar Palestina i al-Mufàrrij va intentar obtenir el suport dels cristians de Jerusalem i altres llocs i segurament dels romans d'Orient i va fer restaurar alguna església. El juliol de 1013 el califa al-Hàkim va enviar un exèrcit a Palestina. Alí i Mahmud es van sotmetre. Al-Mufàrrij va morir en aquests dies, potser enverinat per orde del califa, i Hàssan va fugir.